# جامعة نيالا
جامعة نِيَالا هي جامعة حكومية سودانية، كانت في البدأ تحت مظلة جامعة دارفور 1983 ثم أصبحت جامعة الفاتح من سبتمبر في العام 1991 وبعد التأسيس للنظام الفدرالي أصبحت كلية العلوم البيطرية القائمة بمدينة نيالا نواة لهذه الجامعة في 6 مارس 1994، وهي عضوة في كلٍ من اتحاد الجامعات السودانية واتحاد الجامعات الأفريقية واتحاد الجامعات العربية والاتحاد العالمي للجامعات وتجمع الجامعات للابتكار واتحاد جامعات العالم الإسلامي.

## كليات ومراكز الجامعة
تشمل جامعة نيالا:
- كلية العلوم البيطرية
- كلية التربية
- كلية العلوم الهندسية
- كلية الاقتصاد والدراسات التجارية
- كلية القانون والشريعة
- كلية الدراسات العليا
- كلية التقانة وتنمية المجتمع
- كلية الاطر الصحية
- كلية المجتمع
- كلية علوم الحاسوب وتقانة المعلومات
- كلية علوم المختبرات الطيبة
- كلية علوم التمريض

- وتم إضافة كليتين جديدتين هما: كلية الطب والعلوم الصحية
- وكلية العلوم وتقانة المعلومات(حيث تضم أكثر من سبعة اقسام)

كما تضم عدد من الوحدات ومراكز البحوث، منها مراكزالأبحاث ووحدة التعليم عن بعد
ووحدة الدراسة الأساسية ومركز الحاسوب وتقانه معلومات. 

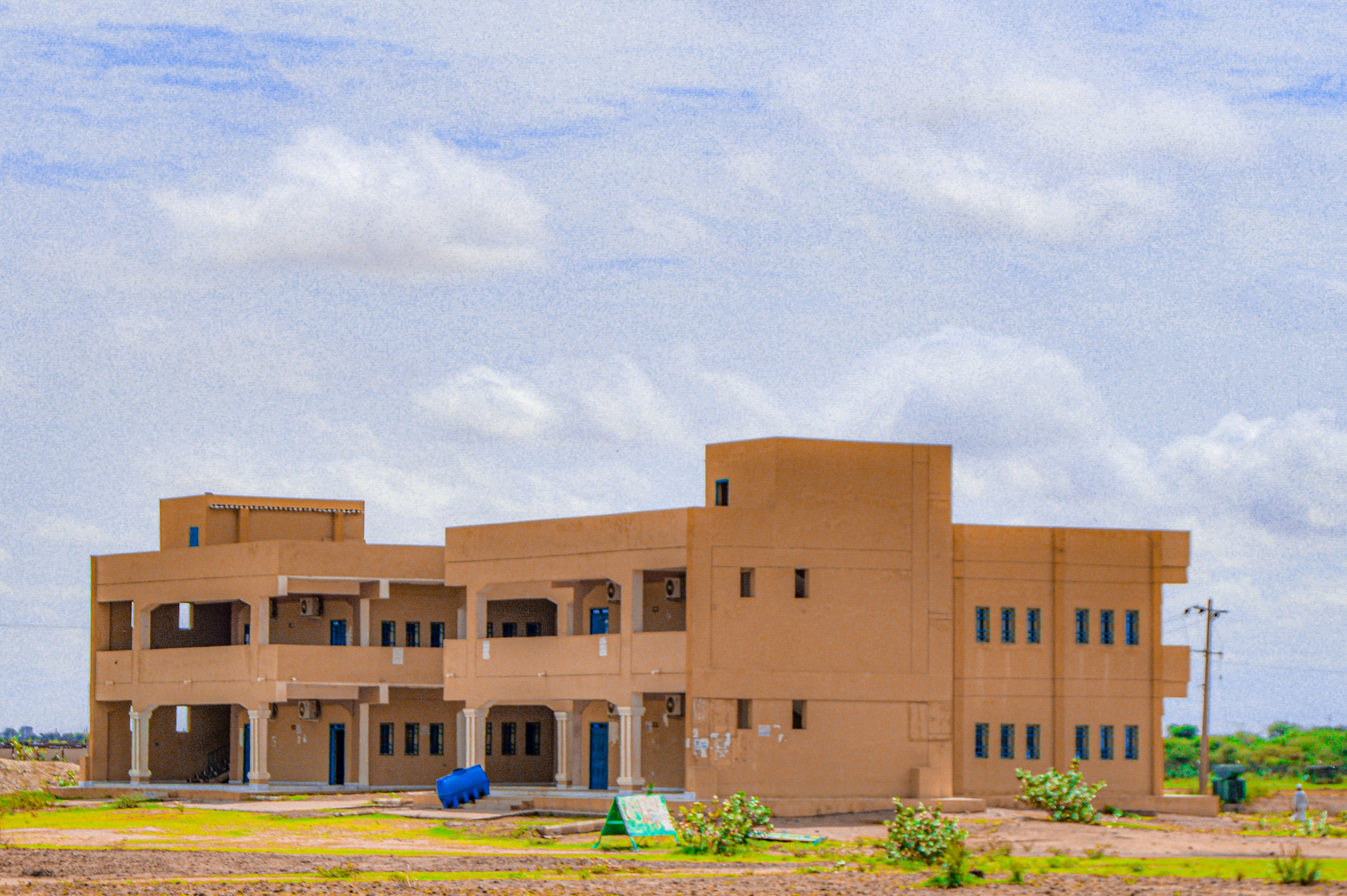
كلية_الطب
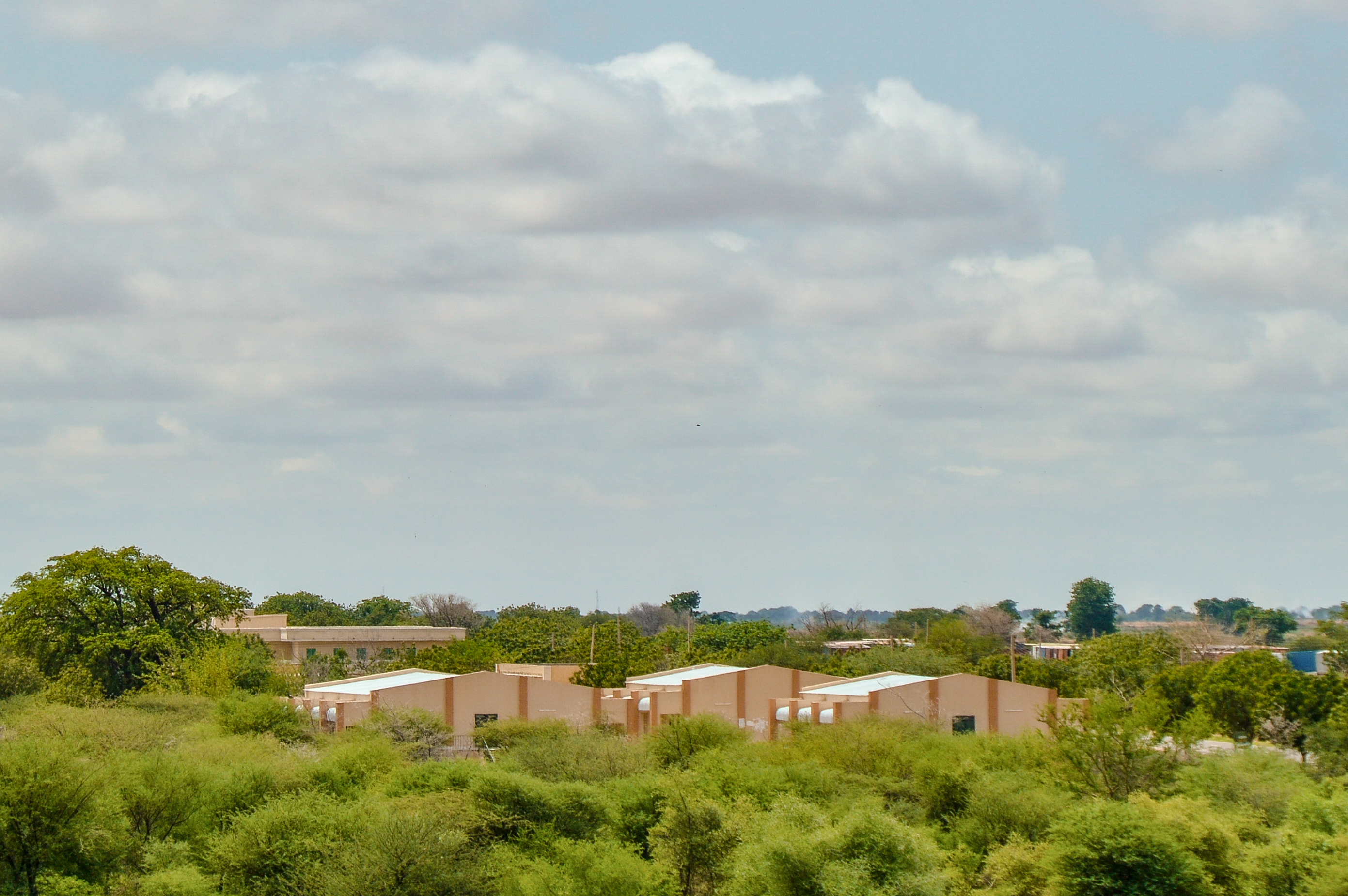
كلية_العلوم_وتقانة_المعلومات
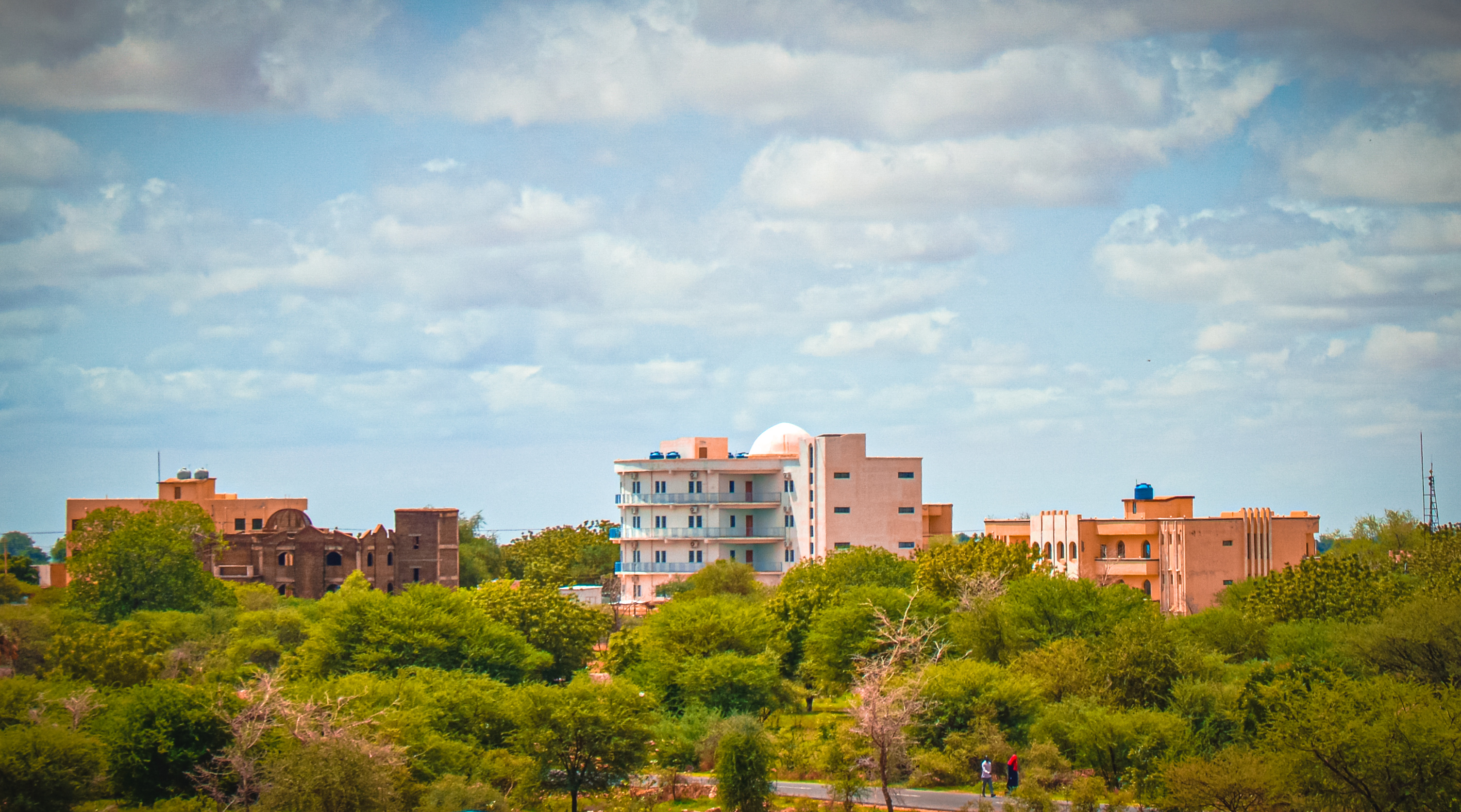
مباني_جامعة_نيالا
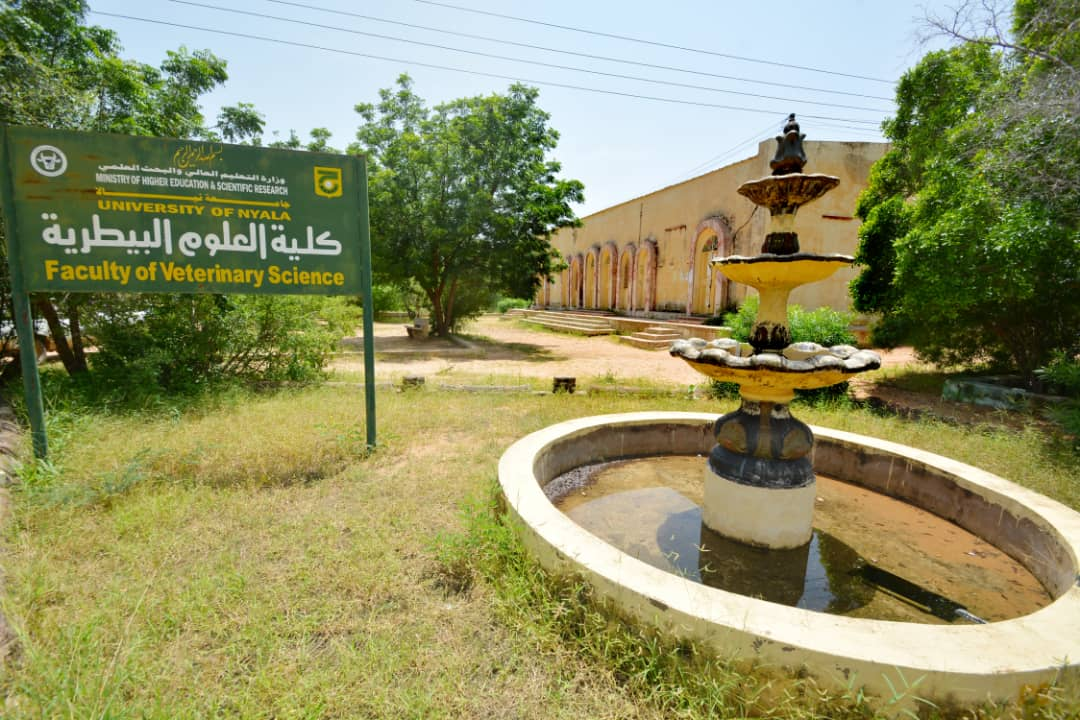
جامعة_نيالا
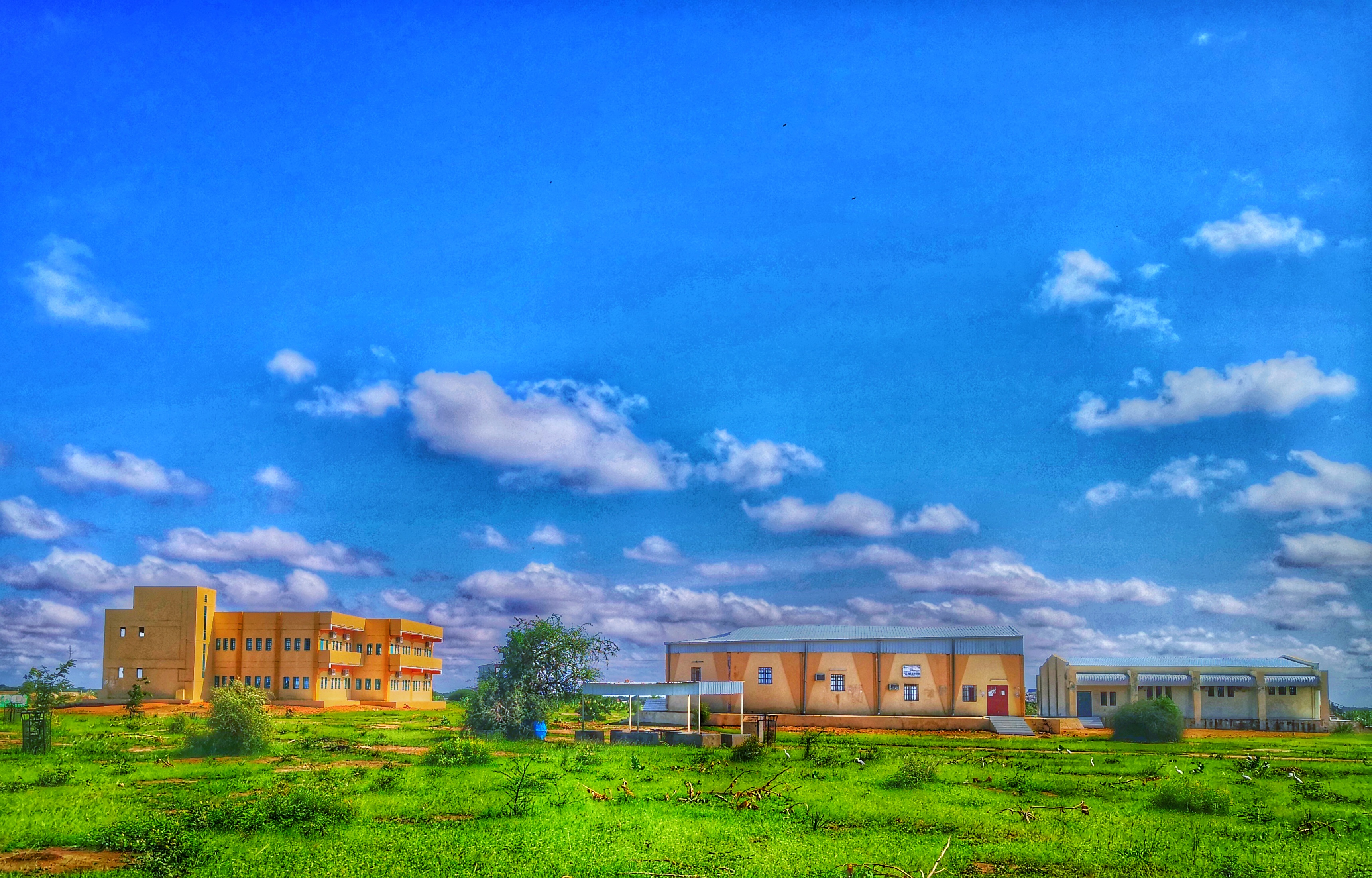
جامعه نيالا كلية الطب المبنى الرئيسي

## علاقات الجامعة الخارجية
تعددت أسس التعاون بين الجامعة واهتمت جامعة نيالا بالتعاون الخارجي مع عدد من الجامعات في العالم منها جامعتا بريتوريا وكوازولو-ناتال بجنوب إفريقيا، وجامعات أسيوط وقناة السويس وحلوان بمصر، وجامعات يانغجو وشيجيانغ ونورث وست ونانجينغ ويونان بالصين، وجامعة أتاتورك - تركيا، وجامعة بانغي بجمهورية وسط أفريقيا، والمجلس الوطني للتعليم العالي بإرتريا، والكلية الأوروبية بلندن بالمملكة المتحدة، وجامعة محمد الخامس بالمغرب، ومعهد الهندسة الجينية والتقانة الاحيائية بإيران.

## رسالة واهداف الجامعة
تأسست لتعمل في إطار السياسة العامة للدولة والبرامج التي يضعها المجلس القومي على تحصيل العلم وتدريسه وتطوير مناهجه ونشره وذلك بغرض خدمة البلاد وتنمية مواردها ونهضتها فكرياً وعلمياً واجتماعياً وثقافياً ومع عدم الإخلال بعموم ما تقدم تعمل الجامعة على تحقيق أغراض منها تأكيد هوية الأمة وتأصيلها من خلال المناهج التي تقرها الجامعة وتطبقها، وإجراء البحوث العلمية والتطبيقية المرتبطة بحاجات المجتمع والمتجددة في سبيل خدمته والارتقاء به، وابتكار التقنية وتوظيفها لخدمة المجتمع السوداني بالتعاون مع الجامعات ومؤسسات التعليم العالي والبحث العلمي والبحث العلمي الأخرى بالبلاد.
أيضاً الاهتمام بالبيئة السودانية عامة وبيئة ولاية جنوب دارفور خاصة وتأهيل الكادر القادر على ترقيتها وحل قضايا الولاية المتعلقة بالبيئة، والتفاعل مع المواطن في الريف بتفهم مشاكله والاعتراف بمعرفته وخبرته والعمل معه على تطويرها وفق حاجته وقيمه، والاهتمام بعلوم الطب والأرض والموارد الطبيعية في إطار الاهتمام بتنمية السودان،و الاهتمام بقضايا التنمية البشرية والفكرية والقيم الدينية، وإعداد الطلاب ومنحهم الدرجات العلمية.

## مديرون تعاقبو علي الجامعة
وهم:
| إسم المدير                      | الفترة      |
| البروفيسور محمود سليما ن أبكر   | 1994 - 1998 |
| البروفيسور آدم حسن سليمان       | 1998 - 2003 |
| البروفيسور عباس يوسف التجاني    | 2003 - 2008 |
| البروفيسور أبكر علي إدريس       | 2008 - 2012 |
| البروفيسور محمد علي الحاج علوبة | 2012 - 2014 |
| البروفسور محمد شريف             | 2018-2019   |
| البروفسور صالح الهادي           | 2019-2020   |
| الدكتور محمود آدم دواء          | 2020-2021   |
| البروفسور محمد علي الحاج علوبة  | 2022-2023   |

## وصلات خارجية
- موقع جامعة نيالا الرسمي
- اتحاد الجامعات السودانية